# Avenue Foch (Vernon)
Pour les articles homonymes, voir Avenue Foch.
 (novembre 2024).
Si vous disposez d'ouvrages ou d'articles de référence ou si vous connaissez des sites web de qualité traitant du thème abordé ici, merci de compléter l'article en donnant les références utiles à sa vérifiabilité et en les liant à la section « Notes et références ».
L'avenue Foch est une voie de la commune française de Vernon dans l'Eure.

## Situation et accès
Elle constitue, depuis le percement de la ligne de chemin de fer, la partie originale de l'avenue des Capucins (voir description) comprise entre ladite ligne et la Seine. Elle est bordée elle aussi de tilleuls taillés en rideaux.

## Origine du nom
L'avenue tient son nom en l'honneur de Ferdinand Foch, maréchal de France, le généralissime de la grande Guerre.

## Bâtiments remarquables et lieux de mémoire
Un skatepark y est aménagé.